# 密厳寺
密嚴寺、密厳寺（みつごんじ）
- 密厳寺 (北海道本別町) - 北海道中川郡本別町にある高野山真言宗の寺院
- 密厳寺 (北海道余市町) - 北海道余市郡余市町にある真言宗豊山派の寺院
- 茨城県ひたちなか市にある真言宗智山派の寺院 → 華蔵院 (ひたちなか市)[1]
- 密厳寺 (岐阜県神戸町) - 岐阜県安八郡神戸町にある天台宗の寺院[2]
- 密厳寺 (名古屋市) - 愛知県名古屋市にある天台宗の寺院[2]
- 密厳寺 (知多市) - 愛知県知多市にある真言宗豊山派の寺院[3]。知多四国霊場第74番札所[3]
- 密厳寺 (明石市) - 兵庫県明石市にある天台宗の寺院[2]
- 密厳寺 (徳島市) - 徳島県徳島市にある高野山真言宗の寺院[4]。四国三十六不動尊霊場第13番札所[4]
- 密厳寺 (三好市) - 徳島県三好市にある真言宗御室派の寺院[5]。四国三十六不動尊霊場第5番札所[5]